# 크리스티 패리스
크리스티 패리스(Chrystee Pharris, 1976년 3월 7일 ~ )는 미국의 배우, 텔레비전 배우, 영화배우이다.
미들타운에서 태어났다.

## 영화
- 배드 애플 (2015년)
- 어 워크 인 더 우즈 (2015년)
- 스탭스 오브 페이스 (2014년)